# Sobiemysł
Sobiemysł – staropolskie imię męskie, poświadczone w XIII wieku w zachodniopomorskim materiale aktowym, złożone z członów Sobie- i -mysł („myśleć”). Może oznaczać „ten, kto myśli o sobie, o zapewnieniu sobie bytu”.
Sobiemysł imieniny obchodzi 2 września.